# Vlag van De Ronde Venen

Vlag van de gemeente De Ronde Venen sinds 2016

Oude vlag met gemeentelogo (1989-2011)

De vlag van De Ronde Venen werd op 24 november 2016 door de gemeenteraad aangenomen als de gemeentelijke vlag van de Utrechtse gemeente De Ronde Venen, en kan als volgt worden beschreven:
Gevierendeeld over 1/3 van de lengte van de vlag, rood en blauw, over het midden een witte baan met een hoogte van 1/5 van de vlaghoogte met aan de broekzijde een zwarte slang met een lengte van de helft van de vlaglengte; in de kwartieren, op gelijke afstand van de delingslijn, achtereenvolgens een wit omziend Lam Gods met wit vaandel met daarop een rood kruis over de schouder, twee witte schuingekruiste sleutels, een gele vink en drie witte zuilen, geplaatst 2 en 1.
Op 9 januari 2017 werd een vlag en wapen voor de gemeente De Ronde Venen gepresenteerd. Deze nieuwe vlag bestaat uit de verschillende heraldische elementen uit de voormalige wapens van de oude gemeenten die de huidige De Ronde Venen opmaken. Het betreft een initiatief en ontwerp van vlaggenliefhebber Marco van Daalen. Hij diende twaalf ontwerpen in waaruit het uiteindelijke ontwerp werd gekozen door de Hoge Raad van Adel.

## Voorgaande vlag
Van 1989 tot 2011 gebruikte de toenmalige gemeente een vlag met daarop een logo. Dat logo bestaat uit een witte achtergrond met een smalle groene verticale baan aan de rechterkant. In het witte vlak is links de tekst ‘Gemeente De Ronde Venen’ gekanteld weergegeven, waarbij het tekstgedeelte ‘Gemeente’ in een kleinere lettergrootte is afgebeeld dan de rest van de tekst. In het midden is een beeldlogo afgebeeld.
In 1989 werd een gemeente De Ronde Venen gevormd door samenvoeging van de voormalige gemeenten Mijdrecht, Vinkeveen en Waverveen en Wilnis. Deze werden mogelijk door groene blokken vertegenwoordigd op het logo. Op 1 januari 2011 werd de gemeente samengevoegd met Abcoude, waarbij de oude vlag in onbruik is geraakt, nadat ze het logo hadden veranderd. In de praktijk moest De Ronde Venen nog vijf jaar wachten op een volgende vlag.

## Verwante symbolen
De symbolen op de vlag zijn afgeleid uit die op het wapen van de gemeente, en kwamen oorspronkelijk voor op de wapens van de gemeenten waaruit De Ronde Venen is ontstaan:

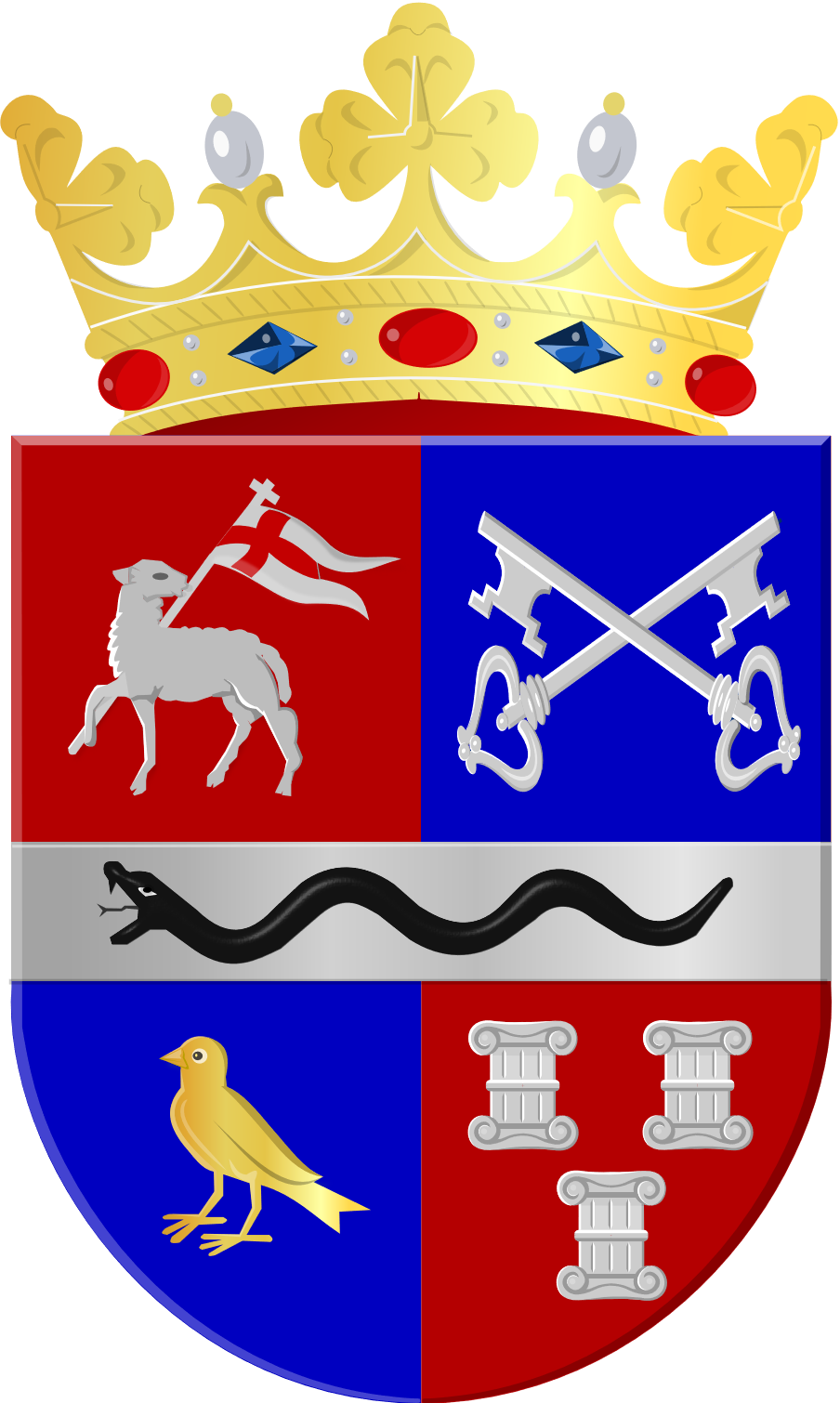
Het wapen van De Ronde Venen (2016)
Het wapen van Mijdrecht
Het wapen van Achttienhoven
Het wapen van Wilnis
Het wapen van Vinkeveen
Het wapen van Abcoude

Amersfoort 
· Baarn 
· Bunnik 
· Bunschoten 
· De Bilt 
· De Ronde Venen 
· Eemnes 
· Houten 
· IJsselstein 
· Leusden 
· Lopik 
· Montfoort 
· Nieuwegein 
· Oudewater 
· Renswoude 
· Rhenen 
· Soest 
· Stichtse Vecht 
· Utrecht  
· Utrechtse Heuvelrug 
· Veenendaal 
· Vijfheerenlanden 
· Wijk bij Duurstede 
· Woerden 
· Woudenberg 
· Zeist